# Monumento de Lancaster
El Monumento de Lancaster es un monumento conmemorativo en el norte de la localidad de Luxemburgo de Weiswampach, que fue erigido 60 años después de que finalizara la Segunda Guerra Mundial, en memoria de 14 aviadores aliados, 13 de los cuales murieron en el lugar y que fueron hechos prisioneros por los alemanes. Durante la noche del 12 hasta el 13 de agosto de 1944 sus aviones, dos Avro Lancaster, fueron derribados.